# ماكوتو نيشينو
ماكوتو نيشينو (باليابانية: 西野 誠) (3 يوليو 1984 في كوبه في اليابان – )؛ هو لاعب كرة قدم ياباني سابق كان يلعب كلاعب وسط.

## وصلات خارجية
- ماكوتو نيشينو على موقع رابطة كرة القدم اليابانية للمحترفين (اليابانية)
- ماكوتو نيشينو على موقع قاعدة بيانات كرة القدم.إي يو (الإنجليزية)
- ماكوتو نيشينو على موقع Soccerway.com (الإنجليزية)